# Alf Wennerfors
Alf Axelsson Wennerfors, född 5 oktober 1928 i Fryele församling, Jönköpings län, död 24 september 2004 i Söderby-Karls församling, Stockholms län, var en svensk fondsekreterare, folkskollärare, studierektor och moderat politiker.
Wennerfors var ledamot av riksdagens andra kammare 1962–1970 samt i enkammarriksdagen 1971–1994, hela tiden invald i Stockholms läns valkrets. 1991–1994 var han ordförande för Riksdagens revisorer.